# Popeye Village
Pour les articles homonymes, voir Anchor Bay et Popeye.
Popeye Village, aussi connu sous le nom de Sweethaven Village, est un ensemble de maisonnettes en bois situé à Anchor Bay, dans le nord-ouest de l'île de Malte, à quelques kilomètres de Mellieħa. Il est créé pour servir de décor et de lieu de tournage de la comédie musicale Popeye, sortie en 1980, avec Robin Williams dans le rôle de Popeye. Il est aujourd'hui ouvert au public comme musée à ciel ouvert.

## Histoire

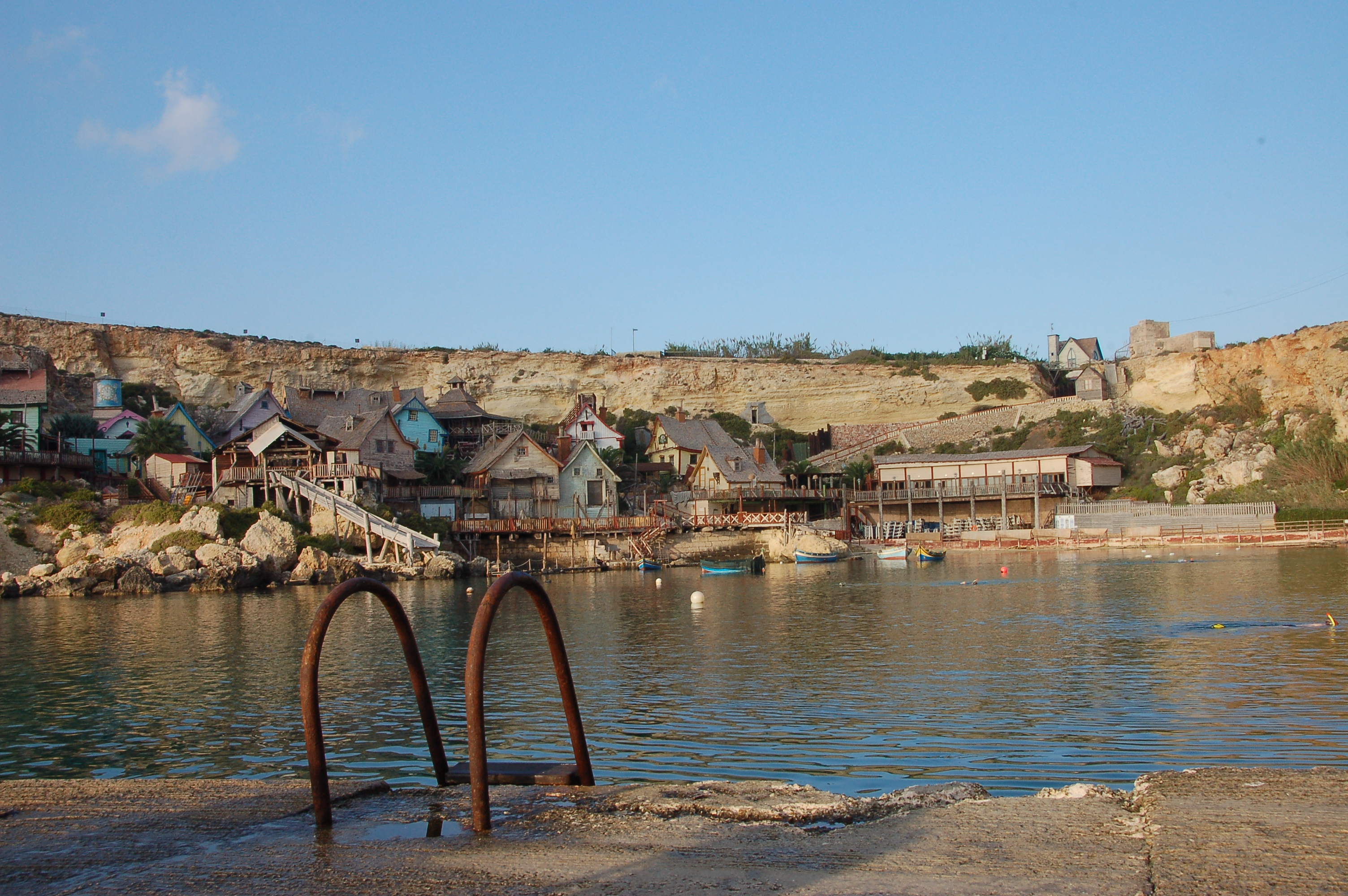
Le Popeye Village à Anchor Bay.

La construction du village commence en juin 1979. Une équipe de construction de 165 personnes travaille pendant sept mois à la construction des dix-neuf bâtiments de bois qui composent le village. Des centaines de rondins et des milliers de planches sont importées à cet effet des Pays-Bas, tandis que les bardeaux des toits proviennent du Canada. Huit tonnes de clous et 7 500 litres de peinture sont nécessaires.
De plus, un brise-lames de 60 m est construit autour de l'embouchure d'Anchor Bay pour protéger le plateau des marées durant le tournage.
Le tournage débute le 23 janvier 1980 et se termine le 19 juin de la même année.
Bien que le film ne récolte que des critiques mitigées, Popeye Village demeure une attraction touristique populaire.

## Attractions
En plus du plateau de tournage en lui-même, Popeye Village propose d'autres divertissements : spectacles, attractions et musées. Les personnages principaux du film tels que Popeye, Olive Oyl, Brutus et Gontran sont également présents et jouent des spectacles. Certaines maisons du Popeye Village sont dotées d'objets en rapport avec le film ou d'accessoires ayant servi sur le tournage. Des tours en bateau autour d'Anchor Bay sont organisés quand les conditions météorologiques le permettent.

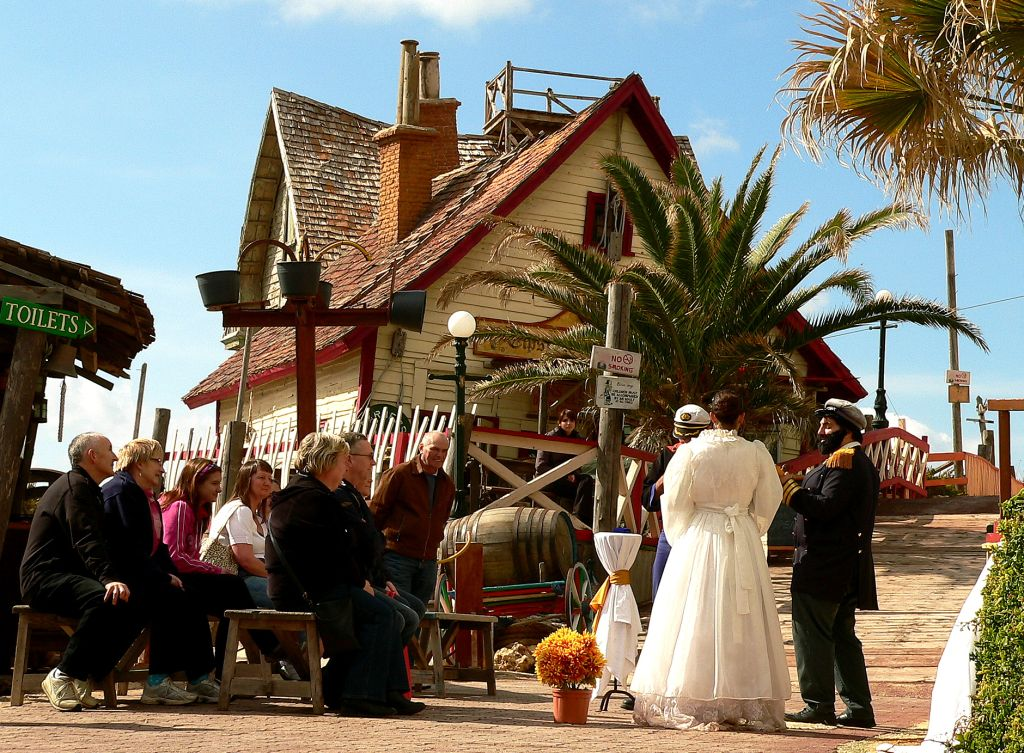
Le spectacle : le mariage de Popeye et Olive Oyl
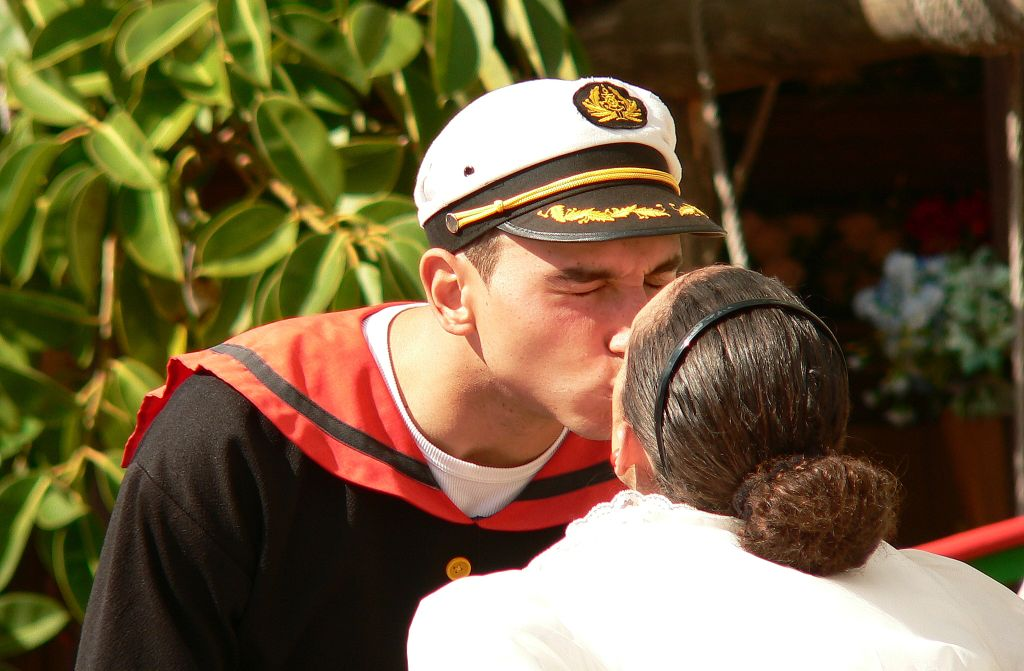
Le spectacle : le mariage de Popeye et Olive Oyl

## Plongée
Anchor Bay est aussi un lieu réputé pour la plongée. L'intérêt principal du site réside dans une grotte sous-marine, dont le plafond se trouve à l'air libre et permet de faire surface. En dehors de la grotte, la baie se compose d'un fond sableux entrecoupé d'importantes formations rocheuses, qui délimitent des petits canyons, où l'on peut trouver une vie marine importante.